# Oligographa juniperi
Oligographa là một chi bướm đêm thuộc họ Sphingidae, có một loài Oligographa juniperi, hiện diện ở Nam Phi và Mozambique.